# Callophrys
Callophrys là một chi bướm ngày thuộc họ Lycaenidae.
Các loài bướm này phân bố ở Cựu Thế giới được gọi là green hairstreaks, trong khi ở Bắc Mỹ gọi là elfins.

## Các loài đặc trưng
- Callophrys affinis (Edwards, 1862), Western Green Hairstreak
  - Callophrys affinis perplexa, California green hairstreak
- Callophrys amphichloros (Cabeau, 1923)
- Callophrys androflavus (Capuse, 1963)
- Callophrys apama (Edwards, 1882)
- Callophrys avis (Chapman, 1909)
- Callophrys barraguei (Dujardin, 1972)
- Callophrys bipunctata (Tutt, 1907)
- Callophrys borelis (Krulikovski, 1890)
- Callophrys brunnea (Tutt, 1907)
- Callophrys caecus (Fourcroy, 1785)
- Callophrys caerulescens (Bang-Haas, 1912)
- Callophrys chalybeitincta (Sovinsky, 1905)
- Callophrys cinerascens (Rebel, 1909)
- Callophrys comstocki (Henne, 1941)
- Callophrys connexa (Tutt, 1907)
- Callophrys davisi (Watson & Comstock, 1920)
- Callophrys dumetorum (Boisduval, 1852), Bramble Hairstreak
- Callophrys fervida (Staudinger, 1901)
- Callophrys foulquieri (Rivertigat, 1915)
- Callophrys gryneus siva, Siva Juniper Hairstreak
- Callophrys herculeana (Pfeiffer, 1927)
- Callophrys homoperplexa (Barnes & Benjamin, 1923)
- Callophrys mcfarlandi, (Clench & Ehrlich, 1960)
- Callophrys rubi (Linnaeus, 1758), Green Hairstreak
- Callophrys sheridanii, Sheridan's Hairstreak
- Callophrys washingtonia (Clench, 1945)

Nhóm Incisalia
- Callophrys augustinus, Brown Elfin
- Callophrys eryphon, Western Pine Elfin
- Callophrys fotis (Strecker, 1877)[cần kiểm chứng]
- Callophrys henrici, Henry's Elfin, Henry's Hairstreak
- Callophrys irus, Frosted Elfin Hairstreak
- Callophrys lanoraieensis, Bog Elfin
- Callophrys mossii, Moss' Elfin
  - Callophrys mossii bayensis, San Bruno elfin butterfly
- Callophrys niphon, Eastern Pine Elfin
- Callophrys polios, Hoary Elfin

Nhóm Mitoura
- Callophrys gryneus (Hübner, 1816)[cần kiểm chứng], Juniper Hairstreak
- Callophrys hesseli (Rawson & Ziegler, 1950)[cần kiểm chứng], Hessel's Hairstreak
- Callophrys rosneri (Johnson, 1976)[cần kiểm chứng], Rosner's Hairstreak, Cedar Hairstreak
- Callophrys spinetorum (Hewitson, 1867)[cần kiểm chứng], Thicket Hairstreak

Nhóm Xamia
- Callophrys xami (Reakirt, 1867), Xami Hairstreak (southern Arizona và Texas phía nam đến Guatemala)[1]

## Hình ảnh

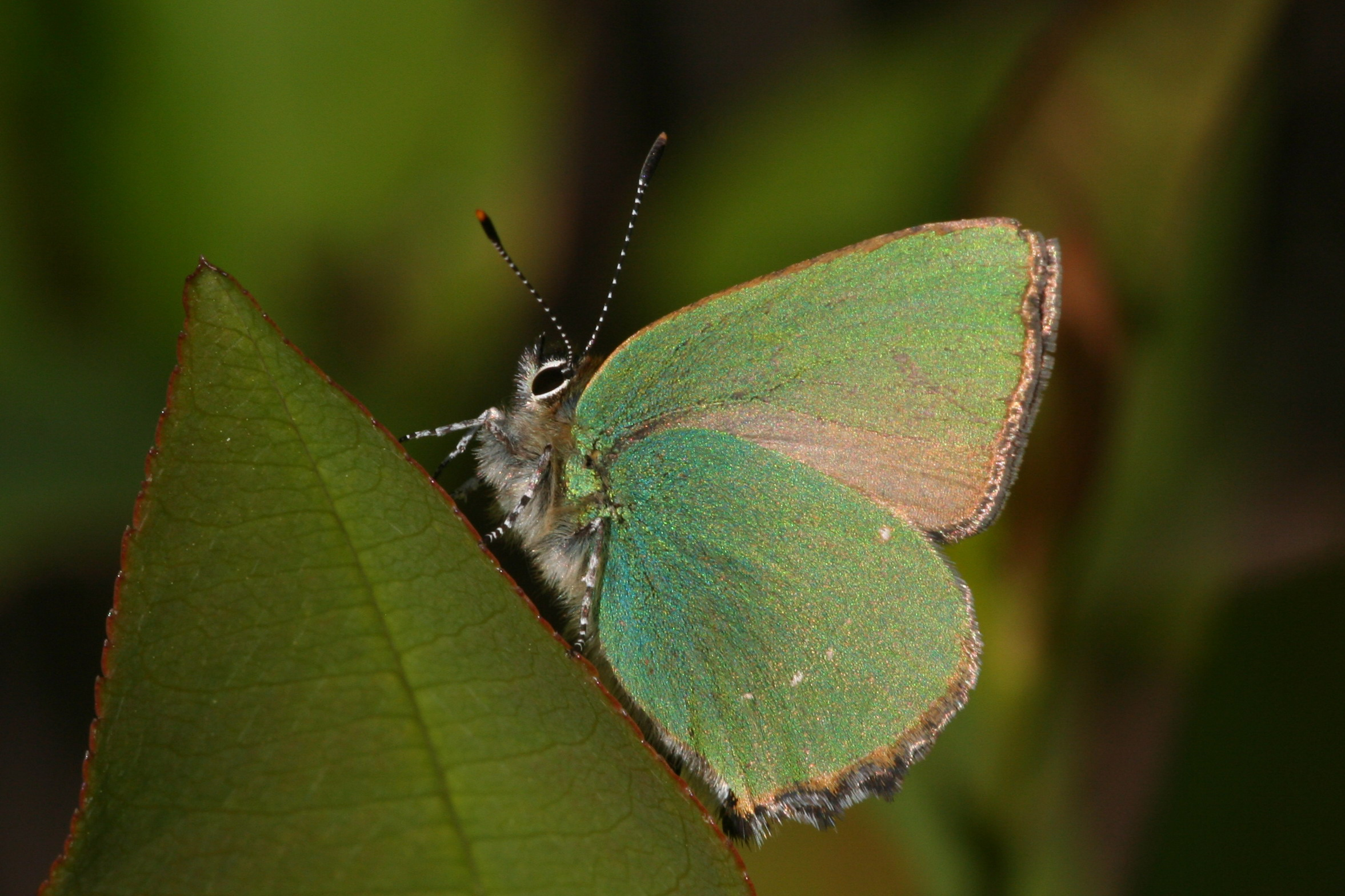
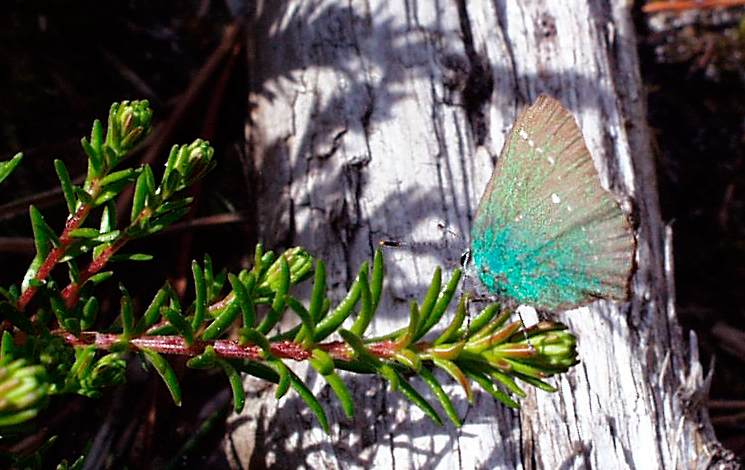
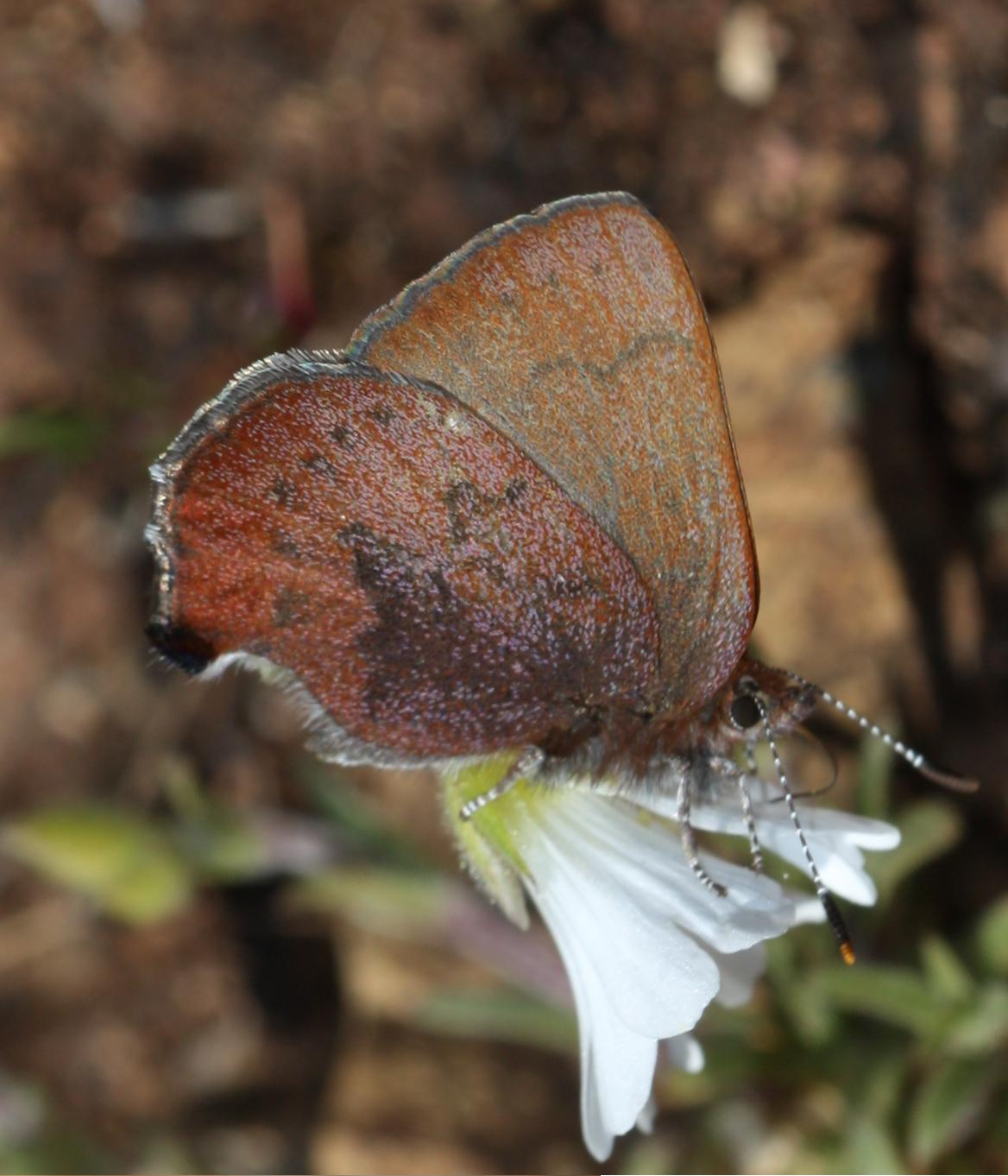
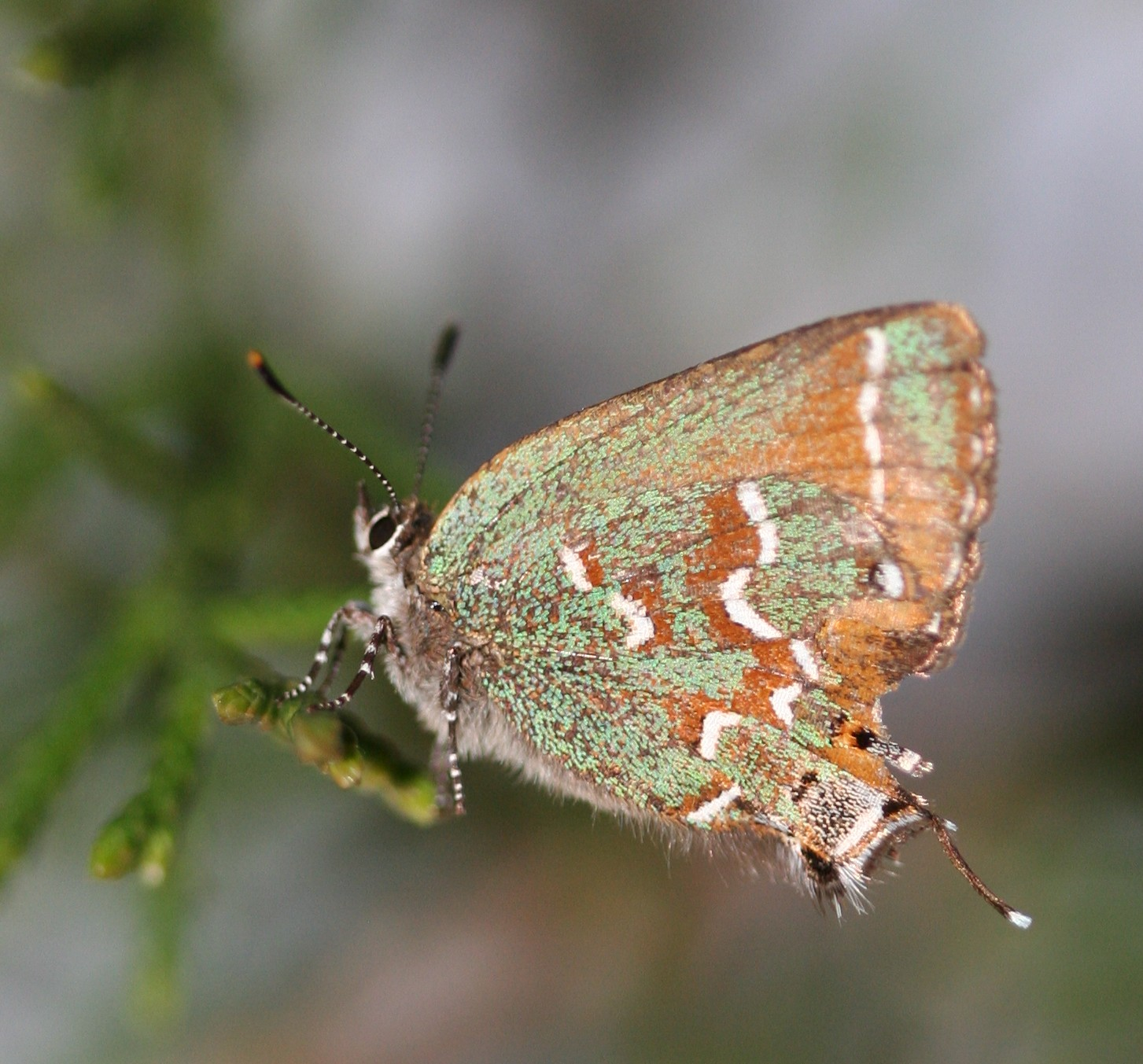
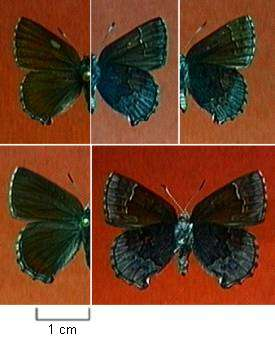
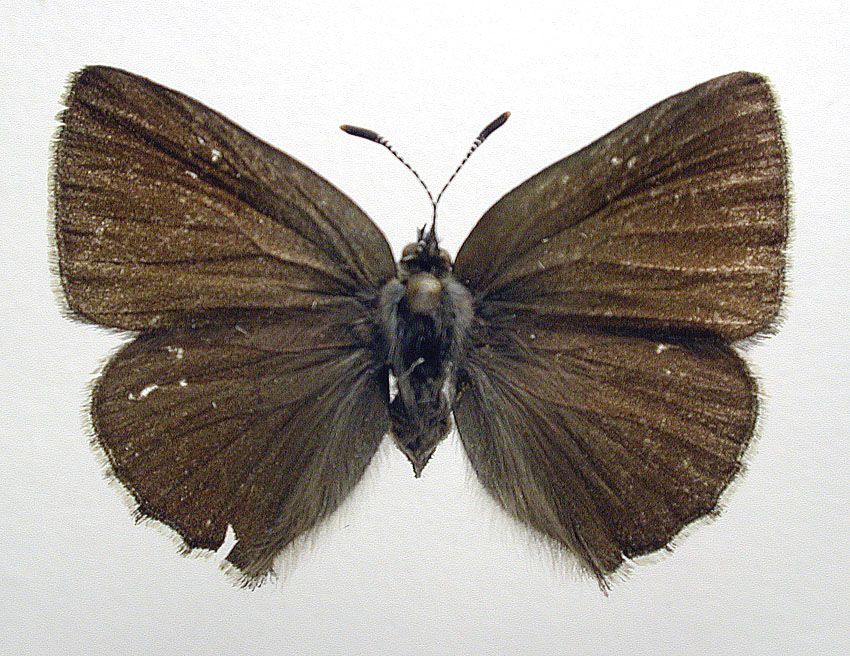